# Olympia Fulvia Morata
Olympia Fulvia Morata (født 1526, død 26. oktober 1555) var en italiensk lærd. 
Hendes far havde tidligere undervist prinserne i hertug-familien Este og omgikkes de mest lærde mænd i Italien. Hun voksede op i en atmosfære af klassisk lærdom og mestrede som tolvårig både græsk og latin. I denne alder blev hun kaldt til Este-familiens hof for at være ledsager og instruktør for den yngre men lige så begavede Anna d'Este, datter af Renata, hertuginde af Ferrara. Som teenager underviste Olympia i Cicero og John Calvins værker.
I 1546 forlod Olympia hoffet for at tage sig af sin døende far, og efter dennes død påtog hun sig uddannelsen af sine søskende. Inden sin død havde faren konverteret til protestantisme og Olympia selv fulgte Luthers og Calvins doktriner.
Da hun vendte tilbage til hoffet var Anna d'Este blevet gift med Frans, hertug af Guise og det efterlod Olympia isoleret. Hun brugte sin tid på at studere filosofi og korresponderede med Gasparo Sardi, som tilegnede sin De Triplici Philosophia til hende.
Olympia blev i slutningen af 1550 gift med en ung medicin- og filosofistuderende, Andreas Grundler af Schweinfurt i Bayern. Hun fulgte sin mand til hans fødeby, hvor han var blevet udpeget til læge for den spanske garnison. Under et plyndringstogt indtog Albrecht af Brandenburg byen, som derefter blev belejret af protestanterne. Albrecht valgte at evakuere byen, og Olympia og hendes mand flygtede til Heidelberg, hvortil de ankom i 1554. Her havde Erbach-familiens indflydelse bevirket, at der var en undervisningsstilling i medicin til Grundler. 
Olympia Fulvia Morata døde i oktober 1555 som følge af en sygdom, hun havde pådraget sig under belejringen af Schweinfurt,